# 建设路街道 (成都市)
建设路街道，是中华人民共和国四川省成都市成华区下辖的一个已经撤销的街道办事处。
2019年12月，成华区调整部分街道行政区划，撤销建设路街道，将原建设路街道培华路社区、建设中路社区、电子科大社区所属行政区域划归猛追湾街道管辖，猛追湾街道办事处驻猛追湾街1号。将原建设路街道建兴路社区所属行政区域划归跳蹬河街道管辖，跳蹬河街道办事处驻东篱路29号。

## 行政区划
建设路街道下辖以下地区：
电子科大社区、建设中路社区和培华路社区。